# Sar Barzah
Sar Barzah (persiska: سر برزه) är en ort i Iran.   Den ligger i provinsen Kermanshah, i den nordvästra delen av landet, 400 km väster om huvudstaden Teheran. Sar Barzah ligger 1 909 meter över havet och antalet invånare är 190.
Terrängen runt Sar Barzah är kuperad. Runt Sar Barzah är det ganska tätbefolkat, med 185 invånare per kvadratkilometer. Närmaste större samhälle är Varmazān Somāq, 6,9 km sydväst om Sar Barzah. Trakten runt Sar Barzah består i huvudsak av gräsmarker.